# Abschied (The West Wing – Im Zentrum der Macht)
Abschied (Originaltitel: Tomorrow) ist die 22. Folge der siebten Staffel und insgesamt die letzte Folge der US-amerikanischen Fernsehserie The West Wing – Im Zentrum der Macht.

## Besetzung

### Hauptbesetzung
- Alan Alda als Arnold Vinick, designierter Außenminister der Vereinigten Staaten
- Stockard Channing als Abigail Bartlet, First Lady
- Kristin Chenoweth als Annabeth Schott, Angestellte der Wahlkampagne Santos/McGarry
- Dulé Hill als Charlie Young, stellvertretender Sonderassistent der Stabschefin
- Allison Janney als C.J. Cregg, Stabschefin des Weißen Hauses
- Joshua Malina als Will Bailey, Kommunikationsdirektor des Weißen Hauses
- Mary McCormack als Kate Harper, stellvertretende Nationale Sicherheitsberaterin
- Janel Moloney als Donna Moss, Stabschefin von Helen Santos
- Bradley Whitford als Josh Lyman, Stabschef von Matt Santos
- Jimmy Smits als President-Elect Matt Santos, designierter Präsident
- Martin Sheen als President Josiah Bartlet, Präsident der Vereinigten Staaten

### Nebenbesetzung
- Melissa Fitzgerald als Carol, Assistentin des Pressesprechers
- Charles Noland als Steve, Reporter und Mitglied des White House Press Corps
- Peter James Smith als Ed, Verbindungsperson zum Kongress
- William Duffy als Larry, Verbindungsperson zum Kongress
- Kim Webster als Ginger, Assistentin des Kommunikationsdirektors

## Handlung
Am Tag der Amtseinführung des designierten Präsidenten Matt Santos muss Präsident Bartlet noch einige Entscheidungen treffen. Bevor er sich von seinen langjährigen Begleitern persönlich verabschiedet, sorgt er im Rahmen eines Schneechaos in Neuengland für Ordnung. Zudem bewahrt er mittels seiner letzten Amtshandlung seinen ehemaligen Kommunikationsdirektor Toby vor einer Gefängnisstrafe. C.J. übergibt ihr Büro an ihren Nachfolger Josh, die sich beide nochmals an ihren ehemaligen Chef Leo erinnert fühlen. Joshs Angebot, auch unter Präsident Santos im Weißen Haus zu arbeiten, lehnt sie mit der Begründung ab, dass Danny auf sie warten würde. Nachdem Santos seinen Amtseid geleistet hat, bezieht sein neuer Beraterstab die Büroräume des Weißen Hauses, während C.J., Charlie, Will und Kate ihre Arbeitsplätze räumen. Während Präsident Santos sein erstes Sicherheitsbriefing im Oval Office abhält, befindet sich Präsident Bartlet in seiner Air Force One auf dem Weg in seine Heimat New Hampshire. Er öffnet ein Paket, das ihm zuvor von Leos Tochter Mallory hinterlassen wurde, und findet die Serviette mit dem Schriftzug „Bartlet for America“ vor, mit der sein verstorbener Freund und Stabschef Leo ihn von einer Präsidentschaftskandidatur überzeugen konnte. Auf die Frage seiner Ehefrau Abigail, woran er gerade denke, antwortet Präsident Bartlet: „An morgen.“

## Entstehungsgeschichte
Die letzten Dreharbeiten fanden am Ende März 2006 in den Studios von Warner Bros. Entertainment im kalifornischen Burbank statt. Die Szene, die zuletzt gedreht wurde, zeigt, wie Martin Sheen in seiner Rolle als Präsident Bartlet die Büros des Weißen Hauses durchschreitet und sich von seinen langjährigen Gefährten verabschiedet. Laut Regisseur Christopher Misiano standen statt der üblichen 10 Personen mindestens 150 Menschen um ihn und den Bildschirm herum, als die Szene gedreht wurde. Der Drehprozess wurde von einer emotionalen Atmosphäre und stehenden Ovationen begleitet.

## Rezeption

### Rezensionen
Die Tageszeitung Boston Globe urteilte am Tag nach der Ausstrahlung, die Serie sei dank der Episode Abschied „mit Würde“ abgetreten. So seien die traurigen Momente, die ein Abschied üblicherweise mit sich bringt, nicht schamlos ausgeschlachtet worden. Trotz der rührenden Atmosphäre habe man sich eher der Zukunft zugewandt. Glücklicherweise habe das Serienfinale nicht viele Rätsel auflösen müssen. Das einzig verbliebene Mysterium, die fragliche Zukunft des ehemaligen Kommunikationsdirektors Toby Ziegler, sei zudem beantwortet worden.
Die New York Times kritisierte, dass der Fokus auf den schmerzlichen Abschied von Präsident Bartlet gelegt wurde. Die zuvorigen Staffeln hätten seiner Präsidentschaft bereits sämtliche Sentimentalitäten entnommen. „Enttäuschend“ sei dies aufgrund des neuen Handlungsstrangs um Matt Santos. Dieser habe der Serie neues Leben eingehaucht.

### Auszeichnungen
Für seine Leistung in Abschied wurde Martin Sheen bei der Primetime-Emmy-Verleihung 2006 für die Kategorie Bester Hauptdarsteller in einer Dramaserie nominiert.